# Летсие II Леротоли
Летсие II Леротоли (сесото Letsie) (1869–1913) – четвертый верховный вождь Басутоленда (современное Лесото).

## Биография
Летси был первым сыном второй жены верховного вождя сото Леротоли Летси . Он вырос в деревне своего отца  – Лихоэле, недалеко от Матсиенга . Вместе с отцом он успешно сражался против своего дяди Масофы в 1898 году.
После смерти отца стал верховным вождем сото. На посту правителя, как и его отец выступал против вхождения Басутоленда в состав Капской колонии.
Вел разгульный образ жизни. Завёл отношения с наложеницей своего дяди от которой у его родился сын Тау. Летсие сильно злоупотреблял алкоголем, из-за чего и умер в 1913 году. После чего, в скором времени умер и его сын Тау. Так как прямых наследников у вождя не осталось, новым верховным вождем стал его младший брат Летси Натаниэль Гриффит.